# Jérôme Dupras
Jérôme Dupras, né à St-Hyacinthe le 3 novembre 1979, est un écologiste, chercheur, professeur et musicien québécois. Il est le bassiste du groupe québécois Les Cowboys fringants.

## Biographie
Son père est vétérinaire de ferme et contrebassiste.
Jérôme Dupras a fait ses études collégiales au Collège de l'Assomption dans le 160e cours. Il poursuit ses études à l'Université de Montréal où il a complété un baccalauréat en biochimie (2002) ainsi qu'une maîtrise (2008) et un doctorat en géographie (2014). Sa thèse de doctorat, intitulée L’évaluation économique des services écosystémiques dans la région de Montréal : analyse spatiale et préférences exprimées, lui a valu la Médaille d'or du Gouverneur général du Canada. Il a par la suite réalisé un stage post-doctoral au Département de biologie de l'Université McGill.
Jérôme Dupras est professeur au département des sciences naturelles de l'Université du Québec en Outaouais (UQO) et chercheur à l'Institut des sciences de la forêt tempérée. En 2019, il gère un laboratoire d'une vingtaine de personnes.
Il exerce également un « militantisme choisi » sur les sujets environnementaux, en tant que scientifique.

## Publications
- Dupras J, Revéret JP. Nature et économie : un regard sur les écosystèmes du Québec. Québec : Presses de l’Université du Québec, 2015. 314. http://www.puq.ca/catalogue/livres/nature-economie-regard-sur-les-ecosystemes-2610.html
- Dupras J, Revéret JP, He J. L’évaluation économique des biens et services écosystémiques dans un contexte de changements climatiques. Ouranos, 2014. 220.
- (en) Alam M, Dupras J, Messier C. « A Framework towards a Composite Indicator for Urban Ecosystem Services » Ecological Indicators (2015) : Acceptée
- (en) Dupras J, Alam M, Jean-Pierre Revéret. « Economic Value of Greater Montreal’s Non-Market Ecosystem Services in a Land Use Management and Planning Perspective », The Canadian Geographer / Le géographe canadien 2015; 59 (1) : 93-106. DOI 10.1111/cag.12138
- (en) Dupras J, Alam M. « Urban Sprawling and Ecosystem Services: A Half-Century Perspective in the Montreal Region (Quebec, Canada) », Journal of Environmental Policy and Planning 2015; 17 (2): 180-200. DOI 10.1080/1523908X.2014.927755
- (en) Jie H, Moffette F, Fournier R, Revéret JP, Théau J, Dupras J, Boyer JP, Varin M. « A meta-analysis for the transfer of economic benefits of ecosystem services provided by wetlands in two watersheds in Quebec, Canada », Wetland Ecology and Management (2015) :
- (en) Alam M, Olivier A, Paquette A, Dupras J, Revéret JP, Messier C. « First General Framework for the Quantification and Valuation of Ecosystem Services of Temperate Tree-Based Intercropping Systems Demonstrates Substantial Benefits for the Provision of Market and Non-Market Services », Agroforestry Systems 2014; 88: 679-691.

## Prix et distinctions
- 2018 :  Prix Relève scientifique (Prix du Québec)
- 2023 : Chevalier (Ordre national du Québec)
- 2023 : Prix Acfas Pierre-Dansereau, pour l'engagement social[6]
- 2023 : Médaille d'honneur de l'Assemblée nationale, 2023[7]